# Quati-de-nariz-branco
Nasua narica é umas das três espécies de quati, procionídeos parentes próximos ao guaxinim.

## Aparência
As características principais do Nasua narica são seu nariz comprido e achatado, com um anel branco e sua cauda longa, de cor homogênea. Sua pelagem é geralmente castanha, marrom ou amarelada. Apresenta uma máscara clara nos olhos, focinho e queixo. A garganta é cinza-clara. Mede de 110 a 120 centímetros, dos quais metade é a cauda. Seu peso varia de cinco a nove quilogramas.

## Distribuição Geográfica
O Nasua narica é exclusivo da América, sendo encontrados desde o estado do Arizona, nos Estados Unidos, até o Panamá. Vivem em bosques úmidos e em áreas florestadas.

## Dieta
Se alimentam preferencialmente de frutas e invertebrados, mas podem, ocasionalmente, comer pequenos vertebrados como ratos, lagartos e rãs, além de restos de alimentos que são descartados em lixo, como fazem os cães de rua, cães ferais, ursos, gatos e as outras espécies de guaxinins.

## Reprodução
Durante a época do acasalamento, um único macho se aproxima do bando de fêmeas e copula com todas. A gestação dura onze semanas e de dois a sete filhotes são paridos em um ninho em uma árvore. Após algumas semanas, mãe e filhotes passam a conviver novamente com o bando. Ao atingir dois anos de idade, os machos se desgarram, passando a viver solitários.

## Hábitos
O bando de Nasua narica chega a até vinte membros, constituídos somente por fêmeas e jovens machos. Os animais são extremamente sociais, cuidando mutuamente de sua higiene. A espécie tem hábitos diurnos na vida selvagem, mas, em lugares urbanizados, passa a ter hábitos noturnos e a se alimentar de lixo doméstico.